# Folkevise
Folkevise – anonimowa średniowieczna epicka pieśń ludowa (ballada). Kompozycja folkevise opiera się na akcji balladowej; dialogowe refreny przeplatają się z partiami epickimi. Ze względu na tematykę folkevise dzieli się na: historyczne, rycerskie, czarodziejskie, żartobliwe i inne. Folkevise wywarły duży wpływ na proces rozwoju skandynawskiej literatury narodowej oraz na poetykę romantyzmu.